# 八代市立泉第五小学校
八代市立泉第五小学校（やつしろしりつ いずみだいごしょうがっこう）は、かつて熊本県八代市泉町久連子（くれこ）にあった小学校。

## 概要
；歴史
1903年（明治36年）に「久連子尋常小学校」として創立。2008年（平成20年）に休校になった後、2009年（平成21年）に閉校し、106年の歴史に幕を閉じた。
校章・校歌
通学区域
八代市のうち、「泉町久連子」。中学校区は八代市立泉中学校であった。

## 沿革
- 1903年（明治36年）- 「久連子尋常小学校」が創立。
- 1941年（昭和16年）4月1日 - 国民学校令施行により、「久連子村久連子国民学校」と改称。尋常科を初等科に改める。
- 1947年（昭和22年）4月1日 - 学制改革（六・三制の実施）により、新制小学校「久連子村立久連子小学校」と改称。
- 1954年（昭和29年）10月1日 - 泉村の発足により、「泉村立泉第五小学校」と改称。
- 1995年（平成7年）3月31日 - 休校となる。
- 2005年（平成17年）8月1日 - 「八代市立泉第五小学校」（最終名）と改称。
- 2008年（平成20年）3月31日 - 休校となる。
- 2009年（平成21年）3月31日 - 八代市立泉第八小学校への統合により、閉校。

## 交通アクセス
最寄りの幹線道路
- 熊本県道247号久連子落合線

## 周辺
- 久連子古代の里
- 久連子阿蘇神社
- 氷川
- 久連子川